# Weberbauera stenophylla
Weberbauera stenophylla är en korsblommig växtart som först beskrevs av Friedrich Leybold, och fick sitt nu gällande namn av Al-shehbaz. Weberbauera stenophylla ingår i släktet Weberbauera och familjen korsblommiga växter. Inga underarter finns listade i Catalogue of Life.